# Amerotyphlops tycherus
Amerotyphlops tycherus — вид змій родини сліпунів (Typhlopidae). Ендемік Гондурасу.

## Поширення і екологія
Amerotyphlops tycherus відомі з типової місцевості, розташованої в Національному парку Монтанья-Санта-Барбара в департаменті Санта-Барбара на заході Гондурасу, на висоті 1550 м над рівнем моря.

## Збереження
МСОП класифікує цей вид як вразливий. Amerotyphlops tycherus загрожує знищення природного середовища.